# Pandemia de COVID-19 en América Central
La pandemia de COVID-19 en América Central es una epidemia regional de COVID-19, la cual inició con la detección del primer caso de esta enfermedad el 6 de marzo de 2020 en Alajuela, Costa Rica. Todos los países centroamericanos han presentado casos confirmados por el virus.
Hasta la fecha fecha 7 de abril de 2022 se han confirmado un total de 3,935,343 casos, de los cuales 53,382 han fallecido y 3,199,510 se han recuperado. Los países han tomado medidas de control y regulación de la circulación de las personas mediante cuarentena.

## Datos estadísticos
En Centroamérica todos los países han confirmado casos por COVID-19, siendo Guatemala el más alto con más de 465.059 contagios y Nicaragua, siendo el más bajo con apenas 6,046 casos. Los datos de contagio de los países pueden ser inexactos debido al número de pruebas realizadas, la detención de circulación de la población y la capacidad hospitalaria para atender a sospechosos por el virus.

### Casos confirmados
| Datos territoriales | Datos territoriales | Confirmados | Confirmados | Fallecidos | Fallecidos | Fallecidos | Recuperados | Recuperados |
| País                | Población           | Totales     | CxMhab      | Totales    | %          | FxMhab     | Totales     | %           |
| ------------------- | ------------------- | ----------- | ----------- | ---------- | ---------- | ---------- | ----------- | ----------- |
| Panamá              | 4 279 000           |             |             |            |            |            |             |             |
| Guatemala           | 16 858 000          |             |             |            |            |            |             |             |
| Honduras            | 9 309 000           |             |             |            |            |            |             |             |
| El Salvador         | 6 766 000           |             |             |            |            |            |             |             |
| Costa Rica          | 5 111 000           |             |             |            |            |            |             |             |
| Nicaragua           | 6 596 000           |             |             |            |            |            |             |             |
| Belice              | 419 000             |             |             |            |            |            |             |             |
| Total               | 49 338 000          | 848 994     | 17 208      | 6 418      |            |            | 114 185     |             |

Vacunación en Centroamérica (Actualizado al 17 de Abril 2022)
| País        | Población  | Dosis Administradas | % Vac/Pob | Dosis Recibidas | % Dosis/Población |
| ----------- | ---------- | ------------------- | --------- | --------------- | ----------------- |
| Panamá      | 4 279 000  | 3 583 005           | 83 %      | 10 171 862      | 238 / 100%        |
| El Salvador | 6 766 000  | 5 327 451           | 82 %      | 15 604 580      | 231 / 100%        |
| Costa Rica  | 5 111 000  | 3 848 155           | 76 %      | 12 887 995      | 252 / 100%        |
| Belice      | 419 000    | 208 490             | 52 %      | 560 000         | 134 / 100%        |
| Honduras    | 9 309 000  | 3 292 889           | 33 %      | 13 900 997      | 149 / 100%        |
| Guatemala   | 17 110 000 | 3 423 977           | 19 %      | 23 186 160      | 136 / 100%        |
| Nicaragua   | 6 596 000  | 580 127             | 8 %       | 13 012 300      | 197 / 100%        |

### Situación Subnacional de Coronavirus en Centroamérica
| Bandera | Subnacional               | País        | Casos   | Muertos |
| ------- | ------------------------- | ----------- | ------- | ------- |
|         | Departamento de Guatemala | Guatemala   | 423,817 | 7,903   |
|         | Provincia de Panamá       | Panamá      | 385,593 | 994     |
|         | Provincia de San José     | Costa Rica  | 295,729 | 3,143   |
|         | Francisco Morazán         | Honduras    | 120,874 | 2,722   |
|         | San Salvador              | El Salvador | 56,826  | N/D     |
|         | Distrito de Belice        | Belice      | 23,405  | 171     |

*Ministerio de Salud de El Salvador no publica fallecidos por departamento

## Situación por país

### Panamá
El primer caso de la pandemia de COVID-19 en Panamá se dio a conocer el día 8 de marzo de 2020, una mujer panameña, de 40 años, quien ingreso al país en un vuelo procedente de Barajas, España. El 9 de marzo la Ministra de Salud, Rosario Turner comunica que efectivamente una vez realizadas todas las pruebas en el Instituto Conmemorativo Gorgas, el Ministerio de Salud (MINSA) está en la capacidad de comunicar que se ha confirmado el primer caso de COVID-19.
La primera muerte fue confirmada el 10 de marzo; el paciente fallecido era el director del Colegio Monseñor Francisco Beckman una escuela secundaria de Ciudad de Panamá. El Presidente de Panamá, Laurentino Cortizo, decreto el día 13 de marzo de 2020 el Estado de Emergencia debido a la pandemia por Covid-19 en todo el país siendo de manera indefinida a diferencia de otros países de la región. 
El total de casos activos a 28 de enero de 2023 eran 899, mientras que los que estaban en aislamiento domiciliario eran 834, los hospitalizados en sala eran 64 y en Unidad de Cuidados Intensivos (UCI) hasta esa fecha había 1 paciente.

### Honduras
La pandemia del COVID-19 en Honduras se confirmó el 11 de marzo de 2020. Fue una paciente de 42 años, embarazada, proveniente de España, y una mujer de 37 años proveniente de Suiza. Actualmente es Tegucigalpa, capital política y ciudad más poblada, la ciudad que tiene el mayor número de contagios, mientras que San Pedro Sula, el principal punto industrial y comercial del país, ocupa la segunda posición. Desde el 1 de septiembre las estadísticas muestran un aumento progresivo en el porcentaje de personas recuperadas respecto a los casos confirmados.
Al 31 de diciembre de 2021, se registran 379, 540 casos confirmados y  10,434 fallecidos por complicaciones relacionadas con el COVID-19. Al 31 de Diciembre, el 45% de la población (aproximadamente 4,500,000 de personas) han recibido la pauta completa de vacunación. En el país se han administrado casi Doce millones de dosis de las vacunas de los laboratorios Moderna, AstraZeneca y Pfizer. Además, se han administrado 46, 000 dosis de la vacuna rusa Sputnik V. 

### Guatemala
La pandemia de COVID-19 en Guatemala, fue anunciada oficialmente el 13 de marzo de 2020 por el presidente Alejandro Giammattei.
El primer caso en ser detectado fue el de un hombre originario de Quiché había regresado de un viaje de Italia.
Actualmente Guatemala es el país que más pruebas realiza diariamente un total de 5,000 pruebas y además presenta una de las cantidades más altas de pruebas realizadas, fallecidos, casos, recuperados de la región centroamericana. 

### El Salvador
El primer caso de la pandemia de COVID-19 en El Salvador se reportó el miércoles 18 de marzo de 2020. Según el Presidente de El Salvador Nayib Bukele, que había decretado Estado de emergencia el 11 de marzo, el infectado era un hombre procedente de Italia que ingresó por un punto ciego del país. Se trataba de un hombre de entre 20 a 40 años de edad. El caso fue identificado en la ciudad de Metapán, del departamento de Santa Ana. Se activó un cordón sanitario alrededor del municipio durante 48 horas para tratar de identificar posibles nexos epidemiológicos.

### Nicaragua
La Pandemia de COVID-19 en Nicaragua se dio a conocer el 18 de marzo de 2020, se trató de un nicaragüense de 40 años que regresó de Panamá. En el país se han contabilizado oficialmente un total de 15.655 contagios por COVID-19, pero el Observatorio Ciudadano COVID-19 en Nicaragua reporta un total de 32.650 (incluyendo a los reportados por el Minsa) casos sospechosos de contagio.

### Belice
El primer caso de la pandemia de COVID-19 en Belice se confirmó el 23 de marzo de 2020. Se trataba de una mujer que había regresado días antes desde Los Ángeles, Estados Unidos.
Las autoridades habían impuesto medidas preventivas como el cierre de todas sus fronteras, que se reforzaron en la isla de San Pedro a fin de evitar el contagio comunitario.